# Rafael Trujillo Molina
Rafael Leónidas Trujillo Molina (becenevén El Jefe, A Főnök; 1891. október 24. – 1961. május 30.) a Dominikai Köztársaság vezetője volt 1930-tól egészen 1961-es meggyilkolásáig. Hivatalosan 1930 és 1938 valamint 1942 és 1952 között töltötte be az elnöki posztot hazájában, de a többi időszakban is diktátorként az ő kezében összpontosult a hatalom.
31 éves uralma Trujillo-korszakként (spanyolul: El Trujillato vagy La Era de Trujillo ) ismert és egy személyi kultusz épült köré. Hosszú uralma alatt a Trujillo-kormány kiterjedt terrorizmusa még a nemzeti határokon túl is érezhető volt, beleértve Rómulo Betancourt venezuelai elnök 1960-as meggyilkolásának kísérletét, a baszk száműzött, Jesús Galíndez 1956-os new york-i elrablását és José Almoina spanyol író 1960-as, mexikói meggyilkolását.

## Életrajza
1918-ban lépett be a megszálló amerikaiak által létrehozott Dominikai Nemzeti Gárdába, amelynek 1924-re, az amerikai kivonulás idejére vezetője lett. 1930-ban indult az elnökválasztáson és legyőzte Horacio Vasquezt, majd elnökként titkosrendőrséget állított fel. Az ellenzéket teljesen megsemmisítette és egyeduralmat épített ki, valamint terrorizálta a lakosságot.
Diktatúrájának három évtizede a Trujillo-korként ismert, amelyet az egyik legvéresebbnek tartanak Amerikában, s amely személyi kultusszal is párosult. Áldozatainak számát 50 000-re becsülik, amelyből 20–30 000 a hírhedt 1937-es petrezselyem-mészárlásban vesztette életét: Trujillo azt a parancsot adta a hadseregnek, hogy minden haitit öljenek meg az állam területén.
Trujillo úgy vélte, a térség számos államában, például Venezuelában és Kubában összeesküvést szőnek ellene, külpolitikája miatt pedig az Amerikai Államok Szervezete is szankciókkal sújtotta országát. Emberei 1960. június 24-én merényletet kísérletek meg Rómulo Betancourt venezuelai elnök ellen, ami nagy nemzetközi felháborodást eredményezett.
Végül 1961. május 30-án lett merénylet áldozata, mikor autóját heten megtámadták, majd az ezt követő tűzharcban sofőrjével együtt meghalt. Gyilkosát a mai napig nemzeti hősként tisztelik a Dominikai Köztársaságban.

## Emlékezete
Mario Vargas Llosa regényt írt erről a korról. Címe: A kecske ünnepe (La fiesta del chivo); ford. Tomcsányi Zsuzsanna; Európa, Bp., 2001.